# To Another Abyss
To Another Abyss is een nummer van de Amerikaanse band Bad Religion. Het is het negende nummer van het dertiende album van de band: The Empire Strikes First. De tekst is afkomstig van Greg Graffin, de vocalist van de band. Met een duur van 4.07 minuten is het nummer het langste van het hele album.

## Albums
Het nummer is, behalve op het oorspronkelijke album The Empire Strikes First, (nog) nooit op een later compilatie- of live-album verschenen. Dit geldt ook voor latere dvd's.

## Samenstelling
- Greg Graffin - Zanger
- Brett Gurewitz - Gitaar
- Brian Baker - Gitaar
- Greg Hetson - Gitaar
- Jay Bentley - Basgitaar
- Brooks Wackerman - Drums